# Rites of Spring
I Rites of Spring sono stati un gruppo post-hardcore della prima metà degli anni ottanta appartenente alla prima ondata emo. La band è nota per le sue intense esibizioni live e per essere stata una delle prime formazioni emo della storia, probabilmente la prima band emo in senso pieno, anche se i membri del gruppo in seguito rifiutarono qualunque associazione a questo genere musicale. Il loro nome viene dal balletto "La sagra della primavera" di Stravinsky.

## Storia del gruppo
La band venne fondata a Washington nel marzo 1984 dal cantante Guy Picciotto, dal chitarrista Eddie Janney, dal bassista Mike Fellows e dal batterista Brendan Canty. Il gruppo è ritenuto uno dei fondatori del genere emotive hardcore (che di lì a poco prenderà il nome di emo), grazie alla  struttura musica dei brani molto originale e particolare (melodie affilate, cantato urlato a squarciagola) e con testi caratterizzati da una forte introspezione, decisamente distanti dalle classiche liriche battagliere dell'hardcore punk. Sebbene la band abbia effettuato pochissimi concerti dal vivo, le loro esibizioni divennero pressoché leggendarie tanto che il gruppo ebbe un consistente seguito locale.
L'album omonimo Rites of Spring è il loro disco di debutto del 1985 e venne prodotto da Ian MacKaye dei Fugazi (e precedentemente dei Minor Threat). Esso fu seguito dall'EP All Through a Life nel 1987, pubblicato dopo lo scioglimento della band avvenuto nel 1986. In seguito il cantante Guy Picciotto fondò proprio con Ian McKaye, che nel frattempo aveva terminato la breve parentesi con gli Embrace, la band post-hardcore Fugazi.

## Formazione
- Guy Picciotto - voce, chitarra
- Eddie Janney - chitarra
- Mike Fellows - basso
- Brendan Canty - batteria

## Discografia

### Album in studio
- 1985 - Rites of Spring

### Raccolte
- 1991 - End on End

### EP
- 1987 - All Through a Life